# Dactylolabis (Dactylolabis) corsicana
Dactylolabis (Dactylolabis) corsicana is een tweevleugelige uit de familie steltmuggen (Limoniidae). De soort komt voor in het Palearctisch gebied.